# Печенізька лісова дача
Печені́зька Лісова́ Да́ча — ландшафтний заказник місцевого значення в Україні. Об'єкт природно-заповідного фонду Харківської області. 
Розташований на території Печенізького району Харківської області, на північ від смт Печеніги. 
Площа 5292,0 га. Статус надано 1984 року. Перебуває у віданні ДП «Чугуєво-Бабчанське лісове господарство» (Печенізьке л-во, кв. 1—88).

## Природа
Охороняється типовий ландшафт лісостепової зони: височинні рівнини з потужним антропогенним покривом. Зберігається фрагмент ландшафту — нагірна діброва, яка містить ділянки дубових пралісів. 
Живописні природні комплекси в Печенізькому лісництві сформувалися на правому, порізаному ярами та балками, березі Печенізького водосховища на річці Сіверський Донець. Тут ростуть незаймані дубові ліси. Природний комплекс є стабілізатором мікроклімату, регулятором гідрологічної рівноваги Печенізького водосховища і водозбору річки Сіверський Донець. Лісові насадження грають велику ґрунтозахисну і екологічну роль, представляють історичну, наукову і естетичну цінність.

## Антропогенний вплив
У квітні 2013 року Харківська обласна рада схвалила санітарну вирубку в п'яти лісових господарствах, до числа котрих потрапила і «Печенізька Лісова Дача». Після цього екологи та члени природоохоронних організацій почали уважно досліджувати порядок у природному заказнику. Внаслідок цього було виявлено безліч екологічних правопорушень.

## Галерея

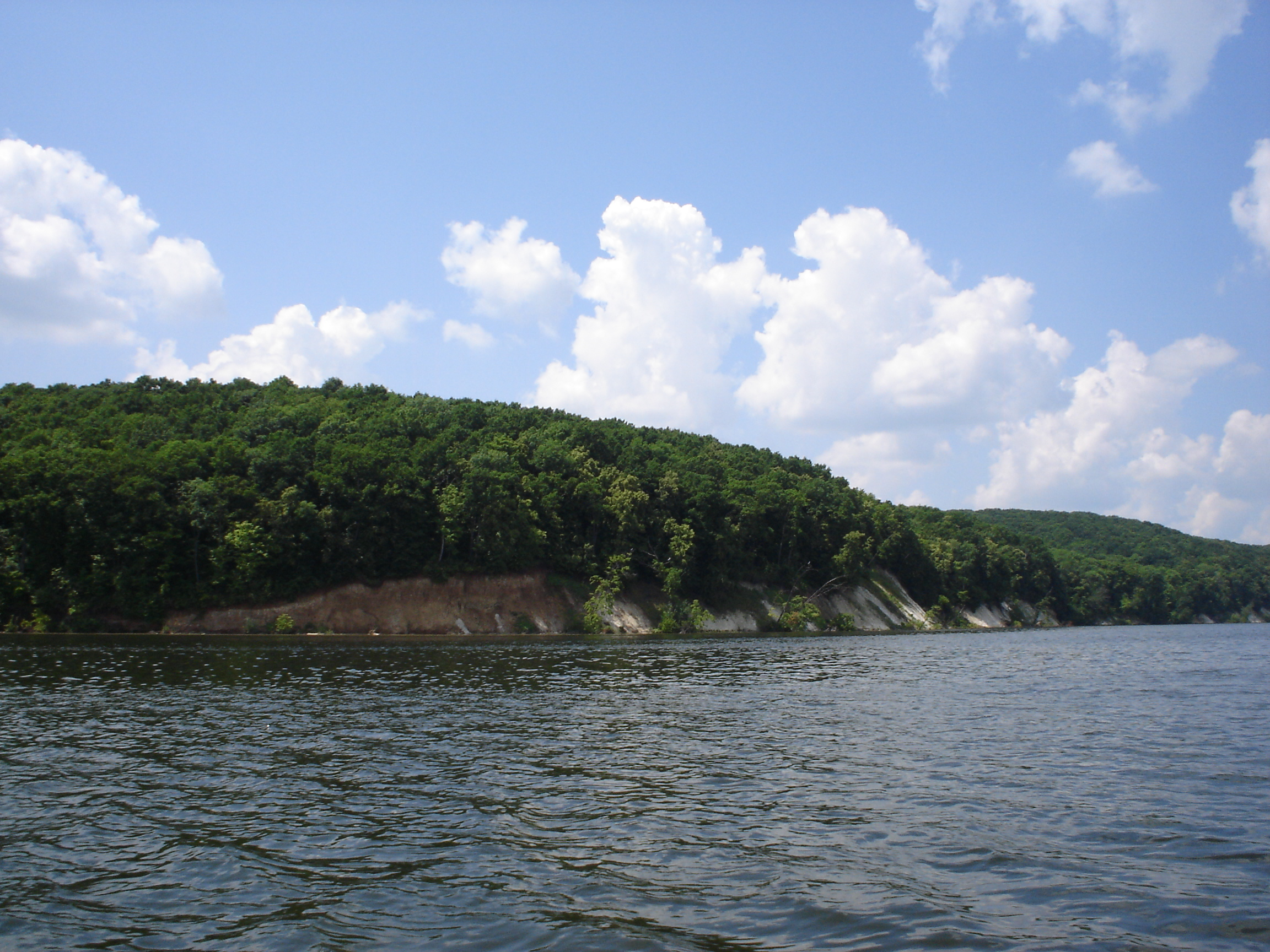
Абразійний західний берег Печенізького водосховища
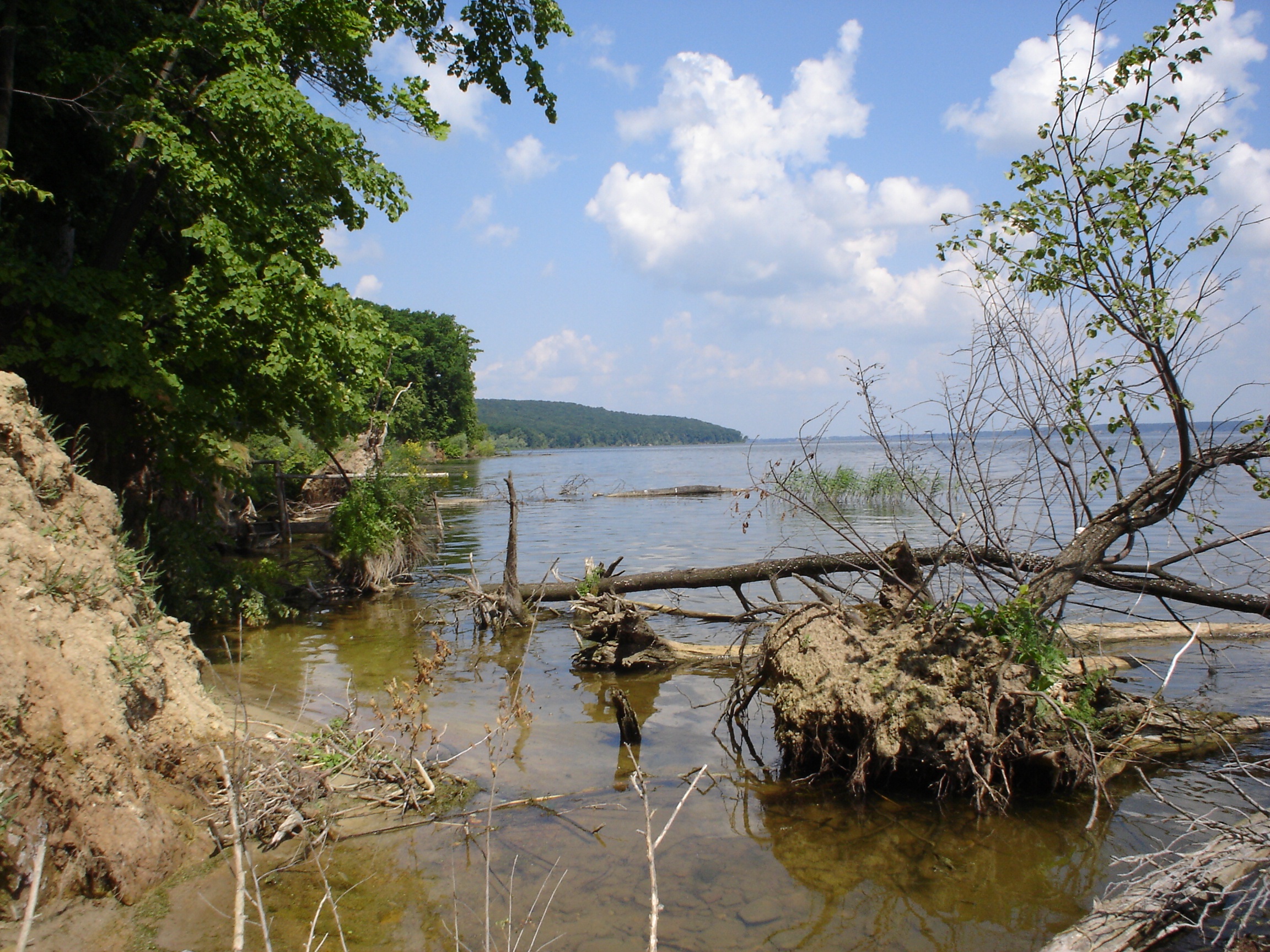
Вивали дерев на абразійному березі заказника